# Hala Lejowa

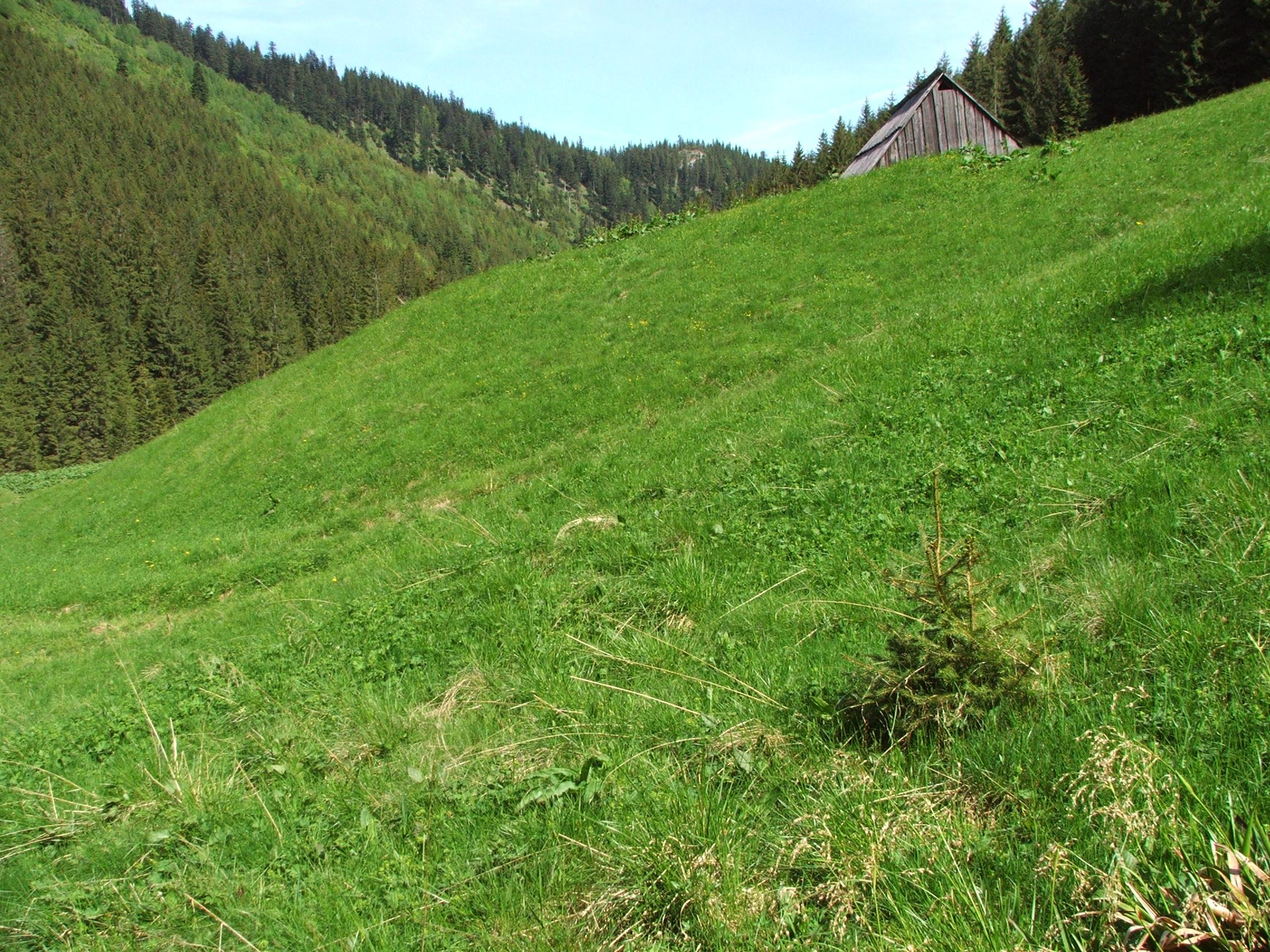
Polana Huty Lejowe

Hala Lejowa – dawna hala pasterska w Dolinie Lejowej w Tatrach Zachodnich. Jej nazwa pochodzi od nazwiska Leja. Znajdowała się na wysokości 980–1150 m n.p.m., na średnio stromych stokach Kościeliskich Kopek, Wierchu Kuca, Zadniej Rosochy i Skrajnej Rosochy. Stoki te są zalesione, oprócz polan występują na nich jeszcze niewielkie poręby. W jej skład wchodziły polany: Huty Lejowe, Lejówki (już zarośnięta lasem), Jaworzyna Lejowa, Polana Kuca oraz płaśń i przełęcz Lejowe Siodło. Wraz z Halą Kopka miała powierzchnię 96,45 ha, z czego halizny stanowiły 8,70 ha, lasy 22,66 ha, nieużytki 65,09 ha. Będące własnością Wspólnoty Leśnej Uprawnionych Ośmiu Wsi hale nie posiadały dodatkowych serwitutów. Na obydwu halach wypas w przeliczeniu na owce wynosił łącznie 140 sztuk.
Po włączeniu do Tatrzańskiego Parku Narodowego wypas na hali został zlikwidowany. W latach 80. przywrócono go na wszystkich polanach Hali Lejowej (z wyjątkiem płaśni Lejowego Siodła), głównie w celu uchronienia polan od zarastania lasem i zachowania kulturowych wartości.

## Szlaki turystyczne
– przez tereny Hali Lejowej przebiega żółty szlak, prowadzący dnem doliny z polany Biały Potok na Niżnią Polanę Kominiarską. Czas przejścia: 1:10 h, ↓ 55 min